# Lihoprsti kopitarji
Lihoprsti kopitarji  (znanstveno ime Perissodactyla) so red sesalcev. Živijo v Afriki, Aziji ter v Srednji in Južni Ameriki. Skupno s sodoprstimi kopitarji imajo dolg gobec, niz zapletenih kočnikov in valjast trup. Vendar pa za razliko od sodoprstih telo počiva na 3. (srednjem) prstu.

## Sistematska delitev
Člani tega reda pripadajo dvema podredoma:
- Hippomorpha so lihoprsti kopitarji, ki so danes hitri tekači z dolgimi nogami in imajo le en prst. Edina danes obstoječa družina v tem podredu je Equidae (konji), ki obsega celoten rod Equus: konj, zebra, osel, onager in sorodne vrste. Izumrli, nosorogom podobni brontotheriidae, so tudi vključeni v ta podred.
- Ceratomorpha so lihoprsti kopitarji, ki imajo več funkcionalnih prstov. So težji in počasnejši kot vrste v Hippomorpha. Ta podred ima dve danes obstoječi družini: tapirji in nosorogi. Izumrli Chalicotheriidae tudi lahko pripada temu podredu.

Sistematska delitev treh danes obstoječih družin lihoprstih kopitarjev: 
- RED PERISSODACTYLA 
  - Podred Hippomorpha
    - Družina Equidae: konji, 9 vrst v enem rodu
      - Equus przewalskii (mongolski divji konj ali konj Przewalskega)
      - Equus caballus (konj)
      - Equus asinus (osel)
      - Equus hemionus (azijski osel)
      - Equus kiang (tibetanski polosel)
      - Equus quagga (nižinska zebra)
      - Equus zebra (gorska zebra)
      - Equus hartmannae (hartmanova zebra)
      - Equus grevyi (kraljeva zebra ali grevyeva zebra)

  - Podred Ceratomorpha
    - Družina Tapiridae: tapirji, 4 vrst v enem rodu
      - Tapirus terrestris (južnoameriški nižinski tapir)
      - Tapirus pinchaque (gorski tapir)
      - Tapirus bairdii (srednjeameriški tapir)
      - Tapirus indicus (indijski tapir)

    - Družina Rhinocerotidae: nosorogi, 5 vrst v 4 rodovih
      - Diceros bicornis (črni nosorog)
      - Ceratotherium simum (beli nososrog)
      - Rhinoceros unicornis (indijski nosorog)
      - Rhinoceros sondaicus (javanski nosorog)
      - Dicerorhinus sumatrensis (sumatrski dvorogi nosorog)

Dva nedavno izumrla lihoprsta kopitarja iz družine konjev:
- Kvaga izumrla leta 1883
- Tarpan izumrl zaradi športnega lova.